# Pomnik Milenijny w Przeworsku
Pomnik Milenijny w Przeworsku (dawniej Pomnik Walki i Męczeństwa) – pomnik znajdujący się na pl. Jana Pawła II w Przeworsku, w sąsiedztwie Dworca Autobusowego w Przeworsku.

## Historia

### Budowa pomnika
Pomnik został wzniesiony z inicjatywy Powiatowego Komitetu Frontu Jedności Narodu w Przeworsku. Obiekt wzniesiono celem uczczenia ludności ziemi przeworskiej, która w latach wojny i okupacji poniosła śmierć. Autorem pomnika był Edward Kieferling. Obiekt wzniesiono w czynie społecznym.

### Odsłonięcie pomnika
Odsłonięcie monumentu odbyło się 27 lipca 1969. Połączone było z obchodami 25-lecia PRL i wyzwolenia powiatu spod okupacji hitlerowskiej. W wydarzeniu wzięło udział około 25 tys. osób. Uczestniczyli w nich m.in.: Władysław Kruczek - I sekretarz KW PZPR w Rzeszowie, Leopold Szydłowski - prezes Wojewódzkiego Komitetu Zjednoczonego Stronnictwa Ludowego, Franciszek Błoński - wiceprezes Wojewódzkiego Komitetu Stronnictwa Demokratycznego, Franciszek Dąbal - przewodniczący Prezydium Wojewódzkiej Rady Narodowej województwa rzeszowskiego, Józef Tkaczow - przewodniczący ZO ZBoWiD, Mieczysław Kaczor - poseł na sejm, Michał Szpringer - redaktor naczelny tygodnika "Rada Narodowa". Na uroczystości zaproszono również delegację radziecką z Drohobycza. Odsłonięcia pomnika dokonał Władysław Kruczek. Następnie Władysław Kruczek i Franciszek Dąbal wmurowali urny z ziemią z miejsc walk, w których uczestniczyli mieszkańcy ziemi przeworskiej. Kolejno odbył się apel poległych i złożono wieńce. Ponadto przewodniczący Prezydium Miejskiej Rady Narodowej w Przeworsku Antoni Piela otrzymał z rąk Michała Szpringera dyplom za zajęcie przez miasto Przeworsk II miejsca w konkursie miast "Mistrz Gospodarności". Następnie wręczono odznaczenia przyznane uchwałą Rady Państwa. Krzyż Kawalerski Orderu Odrodzenia Polski otrzymali Eugeniusz Serbin i Marian Karkut. 40 innych działaczy otrzymało Złote, Srebrne i Brązowe Krzyże Zasługi oraz odznaki "Zasłużony dla województwa rzeszowskiego". Uroczystości zakończyło ślubowanie młodzieży.

### Przebudowa pomnika
Po odzyskaniu przez Polskę pełnej suwerenności podjęto decyzję o przebudowie obiektu. Zgodnie z projektem Andrzeja Świtalskiego w 2000 umieszczono na jednym z pylonów figurę Pana Jezusa Ukrzyżowanego. Zmieniono również napis na urnie. Opiekę nad obiektem sprawuje Urząd Miasta Przeworska.

## Opis
Pomnik składa się z dwóch części. Pierwszy element to trzy kolumny, na których widnieją po obu stronach kwadratowe pieczęci z godłem państwowym. Na jednej z kolumn przymocowana jest figura Chrystusa Ukrzyżowanego. Drugi element stanowi urna z ziemią z pól bitewnych w formie odwróconego ostrosłupa.
Pierwotnie na urnie umieszczona była następująca inskrypcja: 

Bohaterom rewolucyjnych zmagań,
wiernym synom Ziemi
Przeworskiej,
tym którzy walczyli z uciskiem sanacji,
z okupantem
hitlerowskim
oraz z reakcją o wyzwolenie
narodowe i społeczne
o Polskę
Socjalis-
tyczną w 25-lecie
jej powstania. Społeczeństwo
Ziemi

Przeworskiej.

Od 2000 treść inskrypcji brzmi: 

OTWÓRZCIE DRZWI CHRYSTUSOWI
(Jan Paweł II)
Ofiarom walk
o wolność i godność człowieka
W roku milenijnym dla uczczenia

pontyfikatu papieża Polaka
Jana Pawła II
Społeczeństwo Przeworska